# ثوم نوبل
ثوم نوبل (بالإنجليزية: Thom Noble)‏ (و. 1935 – م) هو مونتير، من المملكة المتحدة، ولد في لندن.

## جوائز وترشيحات
حصل على جوائز منها:
- جائزة الأوسكار لأفضل تحرير فيلم، عن عمل: الشاهد.

ترشح لـ:
- جائزة الأوسكار لأفضل تحرير فيلم، عن عمل: الشاهد
- جائزة الأوسكار لأفضل تحرير فيلم، عن عمل: تيلما ولويز.

## وصلات خارجية
- ثوم نوبل على موقع IMDb (الإنجليزية)
- ثوم نوبل على موقع ألو سيني (الفرنسية)
- ثوم نوبل على موقع أول موفي (الإنجليزية)
- ثوم نوبل على موقع قاعدة بيانات الأفلام السويدية (السويدية)
- ثوم نوبل على موقع قاعدة بيانات الفيلم (الإنجليزية)
- ثوم نوبل على موقع كينوبويسك (الروسية)